# توتيمال
توتيمال هو رسم أو صورة لحيوان وهمي يستخدم لتحفيز أحداث طرف اللسان (أو تدريب المدربين).  يجمع هذا الرسم ميزات العديد من الحيوانات المختلفة مما يخلق إحساسًا مألوفًا، بينما لا يزال من المستحيل التعرف على الحيوان.